# Amballur (Thrissur)
Amballur es una ciudad censal situada en el distrito de Thrissur en el estado de Kerala (India). Su población es de 29341 habitantes (2011). Se encuentra a 13 km de Thrissur y a 60 km de Cochín.

## Demografía
Según el censo de 2011 la población de Amballur era de 29341 habitantes, de los cuales 14308 eran hombres y 15033 eran mujeres. Amballur tiene una tasa media de alfabetización del 96,31%, superior a la media estatal del 94%: la alfabetización masculina es del 97,70%, y la alfabetización femenina del 94,99%.